# 雅虎查詢語言
最初於2008年10月推出時，只能存取雅虎API，2009年二月加入了第三方的公開數據表像是Google閱讀器、衛報及紐約時報。但部分API依舊需要API金鑰來存取他們。

## 速率限制
使用 YQL 不可超過合理的請求量。 以下的存取會被限制：
- 每個應用程序的限制 (由您的存取密鑰識別): 每天100,000次調用
- 每個IP限制: /v1/公開/*: 每小時2,000次調用; /v1/yql/*: 每小時20,000次調用

## 外部連結
- 官方網站 （页面存档备份，存于）(英文), 包括YQL控制台